# Comuna Vejle
Vejle (Vejle Kommune) este o comună din regiunea Syddanmark, Danemarca, cu o suprafață totală de 1061,54 km².